# فتحعلی صاحب‌الزمانی
فتحعلی صاحب الزمانی(۱۳۰۱ – ۱۳۶۰) نماینده معمم حوزه اسدآباد استان همدان در مجلس اول شورای اسلامی بود.
| دوره نمایندگی | تعداد رای | درصد آراء |
| ------------- | --------- | --------- |
| اول           | ۱۳٬۷۳۵    | ۷۳٫۲      |

وی در سال ۱۳۶۰ بر اثر سانحه رانندگی درگذشت.